# Lilian Fowler
Lilian Fowler (z domu Gill, ur. 7 czerwca 1886 w Coomie – zm. 11 maja 1954 w Sydney) – australijska działaczka polityczna, pierwsza w dziejach tego kraju kobieta piastująca urząd burmistrza.

## Życiorys

### Młodość
Pochodziła z rolniczej rodziny. Po zdobyciu podstawowego zaledwie wykształcenia przerwała naukę i zaczęła pomagać swojemu ojcu, zasiadającemu w lokalnej radzie i działającemu w ruchu związkowym. Następnie wyjechała do Sydney, gdzie pracowała jako kelnerka i poślubiła wdowca Alberta Fowlera. Nieco później sama zaczęła udzielać się w strukturach Australijskiej Partii Pracy (ALP). W 1917 została szefową biura poselskiego Francisa Burke’a, członka Zgromadzenia Ustawodawczego Nowej Południowej Walii. W latach 1920–1921 i 1923-25 zasiadała w krajowych władzach wykonawczych partii, gdzie wsławiła się działalnością wycelowaną w wewnątrzpartyjną korupcję i manipulacje wyborcze. Działała także na rzecz większego zaangażowania kobiet w politykę, a także ich lepszego zabezpieczenia socjalnego poprzez ustanowienie rent wdowich i zasiłków opiekuńczych.

### Kariera samorządowa i polityczna
W 1921 została sędzią pokoju. W 1928 – wkrótce po swoim rozwodzie – jako pierwsza kobieta w Nowej Południowej Walii została wybrana do rady gminy Newtown (dziś część City of Sydney). W kolejnych wyborach startowała ze zmiennym szczęściem, średnio co drugą kadencję tracąc mandat, aby odzyskać go następnym razem. W roku 1937 została pierwszym w całej Australii burmistrzem-kobietą, co dziś uważane jest za jej najistotniejsze osiągnięcie. Pełniła ten urząd przez dwa lata.
W 1941 bez powodzenia próbowała pokonać swojego byłego szefa Francisa Burke’a w wyborach stanowych. Dostała się do parlamentu stanowego trzy lata później, w 1944. Zasiadała tam przez dwie kadencje, do 1950 roku. Za jej najważniejsze osiągnięcie uważa się doprowadzenie do zmiany przepisów pozwalających całymi latami przymusowo przetrzymywać w zamkniętych ośrodkach ludzi chorych psychicznie bez decyzji sądu.

### Późniejsze życie
W 1953 próbowała powrócić do polityki samorządowej, startując do rady City of Sydney, jednak bez powodzenia. Zmarła rok później, w wieku 68 lat. Przyczyną śmierci było zatrzymanie krążenia, prawdopodobnie związane z chorobą wieńcową. Jej imię nosi okręg wyborczy Fowler do australijskiego parlamentu federalnego.